# Heather Kuzmich
Heather Kuzmich, född 19 april 1986 i Valparaiso, Indiana, är en amerikansk fotomodell. Hon deltog i säsong nio av America's Next Top Model. Under serien avslöjades det att Kuzmich har Asperger syndrom.